# Бакар (брод)
Бакар је био брод обалне пловидбе са 346 brt. Приликом капитулације Италије ушао је у састав НОВЈ. 
Наоружан топовима, крајем септембра 1943. учествовао је у бомбардовању непријатељских објеката у омишкој луци. Отпловио је са Хвара с групом тешких рањеника НОВЈ, итлијанским војницима повратницима, групом избеглог становништва и са два официра који је требало да успоставе контакт са савезничким командама у Италији. 
Био је први брод који је под заставом ДФЈ упловио у стране воде и 3. октобра 1943. упловљава у италијанску луку Бари.
Неко време је служио као брод-база, седиште Делегације НОВ и ПОЈ. Одржавао је везу између Виса и других делова слободне територије на обали и острвима с лукама у јужној Италији, превозећи, јединице, евакуисано становништво и рањенике, те материјалну помоћ за НОВ и ПОЈ. 
Одликован је 1964. године Орденом народног ослобођења и био предложен да остане сачуван као спомен-музеј.